# Arthrolycosidae
Arthrolycosidae – wymarła rodzina pająków z podrzędu Mesothelae.

## Morfologia
Pająki te wyróżniały się na tle podrzędu formą tergitów na wierzchu opistosomy. Zajmowały one całą szerokość tagmy, miały zwykle równoległe krawędzie przednią i tylną, niezaokrąglone krawędzie boczne i nie były w widoku grzbietowym osadzone wśród miękkiego oskórka. W przeciwieństwie do Arthromygalidae karapaks ich miał oczy umieszczone na wzgórku. Z innymi Mesothelae łączyło je natomiast wąskie i wydłużone sternum na spodzie prosomy, kulistawy sternit siódmego segmentu opistosomy czy dwie boczne pary dużych kądziołków przędnych i dwie środkowe pary kądziołków znacznie mniejszych.

## Taksonomia i ewolucja
Takson ten wprowadzony został w 1874 roku przez Oscara Hargera na łamach „American Journal of Science”. W XX i XXI wieku część naukowców błędnie przypisywała jego autorstwo Antoninowi Fritschowi, co skorygowane zostało w 2021 roku przez Paula Seldena.
Do rodziny tej zalicza się dwa opisane rodzaje:
- Arthrolycosa Harger, 1874
- Protolycosa Römer, 1865

Początkowo rodzinę tę definiowano znacznie szerzej, np. w 1913 roku Aleksandr Pietrunkiewicz zaliczał do niej wszystkie karbońskie pająki. Jeszcze w 2020 roku do rodziny tej zaliczano także rodzaj Eocteniza, ale w 2021 roku Selden sklasyfikował go jako incertae sedis w obrębie Tetrapulmonata, nie przypisując go nawet do pająków.
Zapis kopalny Arthrolycosidae rozciąga się od westfalu i baszkir w karbonie po późny kazań w gwadalupie w permie.